# Marcel Boivin
Pour l’article homonyme, voir Boivin.
Marcel Boivin (né le 2 novembre 1912 et mort le 30 avril 1974) est un agent, gérant, homme d'affaires et homme politique fédéral du Québec.

## Biographie
Né à Granby en Montérégie, M. Boivin devient député du Parti libéral du Canada dans la circonscription fédérale de Shefford en 1945, réélu en 1949, 1953, 1957 et en 1958. Il fut défait par le créditiste Gilbert Rondeau en 1962.
Son père, Georges Henri Boivin, a été ministre et député fédéral de Shefford de 1911 à 1926.